# Saxifraga cortusifolia
Saxifraga cortusifolia är en stenbräckeväxtart som beskrevs av Sieb. och Zucc.. Saxifraga cortusifolia ingår i Bräckesläktet som ingår i familjen stenbräckeväxter. Utöver nominatformen finns också underarten S. c. stolonifera.

## Bildgalleri

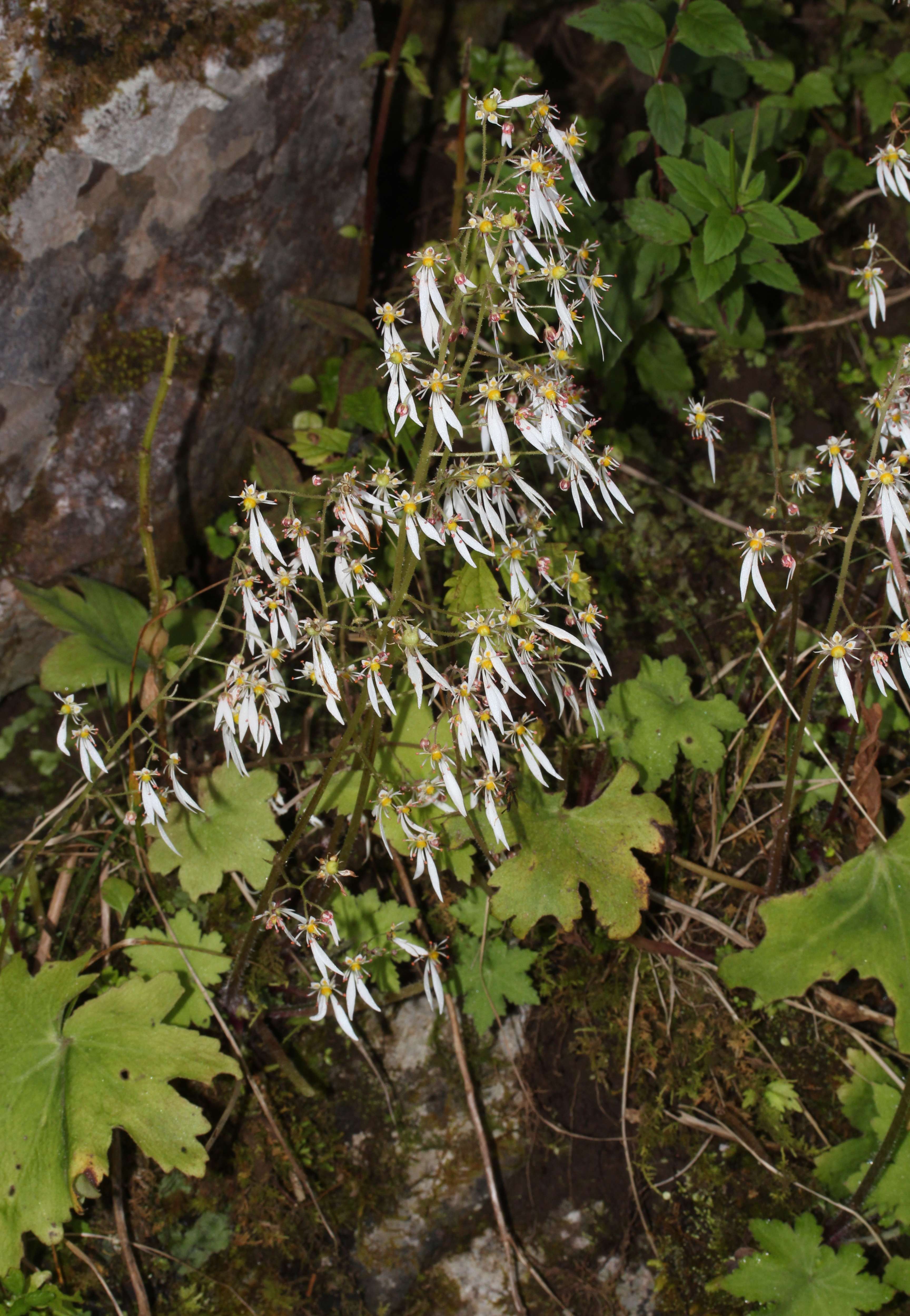
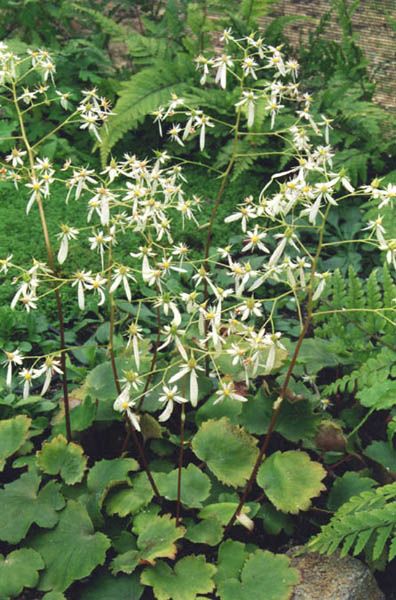
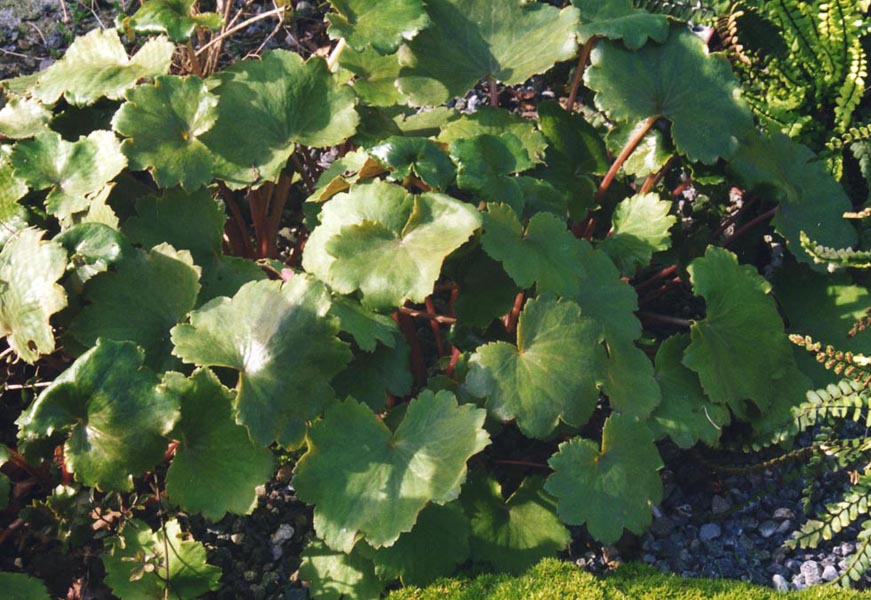